# Арнолд II (Клеве)
Арнолд II (на немски: Arnold II von Kleve, † пр. 1201) е граф на Клеве като регент от 1198 до 1201 г.
Той е малкият син на граф Дитрих II/IV († 1172) и Аделхайд фон Зулцбах († 1189).
Той замества брат си Дитрих III/V († 1202). Преди 1191 г. Арнолд се жени за Аделаида фон Хайнсберг († сл. 1217), наследничка на Хайнсберг, дъщеря на Готфрид фон Хайнсберг († пр. 1185/сл. 1190), с която основава Господство Хайнсберг. Те имат децата:
- Дитрих I фон Фалкенбург († 1228)
- Арнолд († 1218)
- Агнес